# Platychelus semihirtus
Platychelus semihirtus är en skalbaggsart som beskrevs av Hermann Burmeister 1844. Platychelus semihirtus ingår i släktet Platychelus och familjen Melolonthidae. Inga underarter finns listade i Catalogue of Life.